# Château de Montmaur (Aude)
Le château de Montmaur est un château situé à Montmaur, en France.

## Localisation
Le château est situé sur la commune de Montmaur, dans le département français de l'Aude.

## Historique
L'édifice est inscrit au titre des monuments historiques en 1926.